# Енциклопедія природи Білорусі
Енциклопедія природи Білорусі (біл. Энцыклапедыя прыроды Беларусі) — п'ятитомна енциклопедія, перший в історії білоруського народу багатотомний галузевий довідник.
Енциклопедія видана в 1983—1986 рр. білоруською мовою.
Включає понад 15 тисяч статей про флору і фауну, річки і озера, водосховища, охорону природи та природокористування, фізико-географічні об'єкти і природу окремих регіонів Білорусі, родовища, корисні копалини, геологічну будову і тектонічну структуру, клімат, метеорологічні, астрономічні явища, наукові дослідження і профільні установи Білорусії, дослідників природи і краєзнавців.

## Нагороди
- Видання в 1984 році відзначено срібною медаллю Програми ООН з навколишнього середовища (ЮНЕП).